# Collotheca pelagica
Collotheca pelagica är en hjuldjursart som först beskrevs av Rousselet 1893.  Collotheca pelagica ingår i släktet Collotheca och familjen Collothecidae. Arten är reproducerande i Sverige. Inga underarter finns listade i Catalogue of Life.